# ناحیه گالنا، شهرستان مارتین، مینه سوتا
ناحیه گالنا (به انگلیسی: Galena Township) یک منطقهٔ مسکونی در ایالات متحده آمریکا است که در شهرستان مارتین، مینه‌سوتا واقع شده‌است.
 ناحیه گالنا ۹۱٫۶ کیلومتر مربع مساحت و ۲۳۷ نفر جمعیت دارد و ۳۷۲ متر بالاتر از سطح دریا واقع شده‌است.